# Мисс США 2021
Мисс США 2021 (англ. Miss USA 2021) — 70-й национальный конкурс красоты Мисс США, проводился 29 ноября 2021 года в «Paradise Cove Theater of River Spirit Casino Resort» в городе Талса, штат Оклахома. Ведущими вечера стали Зури Холл и Патрик Та, а Николь Адамо была ведущей в зале ожидания. Победительница представит США на международном конкурсе красоты Мисс Вселенная 2021.
Это был второй год подряд, когда конкурс транслировался на телеканале The Biography Channel и первый раз, когда транслировался в прямом эфире на стриминговом сервисе Hulu. Данный конкурс стал первым годом проведения под руководством Кристл Стюарт.

## Закулисье
31 декабря 2020 года в программе Good Morning America было анонсировано, что конкурс красоты «Мисс США» и «Юная мисс США» должны быть отделены от «Miss Universe Organization» в новую организацию под руководством Кристл Стюарт. В прошлом, Кристл была победительницей Мисс США 2008.

### Локация

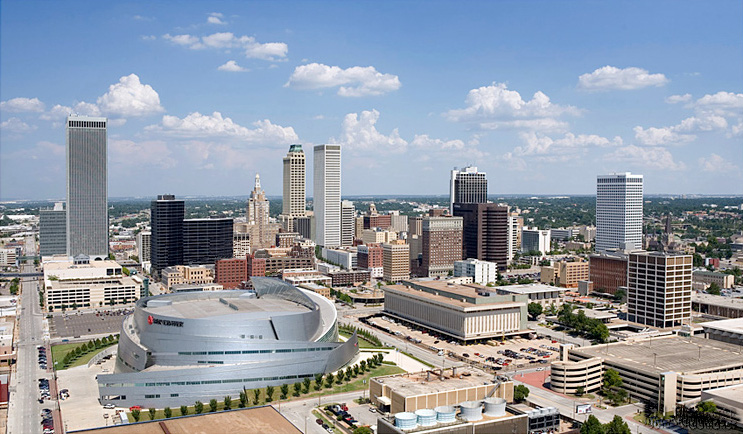
Талса, город проведения конкурса красоты.

20 апреля 2021 года было подтверждено Muscogee (Creek) Nation, что конкурсы «Мисс США» и «Юная мисс США» будут проводиться в «Paradise Cove Theater of River Spirit Casino Resort» расположенный в городе Талса, штат Оклахома. Соревнования будут проходить в течение четырёх дней, 26-29 ноября 2021 года.

### Влияние COVID-19 на конкурсы штатов
Пандемия COVID-19 повлияла на график отбора участников Мисс США 2020, перенеся с весны 2020 на ноябрь 2020 года. В каждом штате, где должен был пройти отборочный тур для конкурса 2021 года, должны были начаться осенью 2020 года и зимой 2020-21 годов, что является типичным графиком, начиная с 1970-х годов. Позже, большинство отборочных туров было перенесено на весну и лето 2021 года.
| Изменение дат конкурсов красоты в 2021 году из-за COVID-19 | Изменение дат конкурсов красоты в 2021 году из-за COVID-19 | Изменение дат конкурсов красоты в 2021 году из-за COVID-19 |
| Штат                                                       | Старая дата                                                | Новая дата                                                 |
| ---------------------------------------------------------- | ---------------------------------------------------------- | ---------------------------------------------------------- |
| Техас                                                      | 6 сентября 2020 года                                       | 4 сентября 2021 года                                       |
| Висконсин                                                  | 13 сентября 2020 года                                      | 23 мая 2021 года                                           |
| Вайоминг                                                   | September 19, 2020 года                                    | June 19, 2021 года                                         |
| Мичиган                                                    | 26 сентября 2020 года                                      | 7 августа 2021 года                                        |
| Северная Дакота                                            | 26 сентября 2020 года                                      | 25 апреля 2021 года                                        |
| Южная Дакота                                               | 27 сентября 2020 года                                      | 25 апреля 2021 года                                        |
| Алабама                                                    | 10 октября 2020 года                                       | 10 января 2021 года                                        |
| Теннесси                                                   | 10 октября 2020 года                                       | 13 марта 2021 года                                         |
| Айова                                                      | 11 октября 2020 года                                       | 8 мая 2021 года                                            |
| Род-Айленд                                                 | 11 октября 2020 года                                       | 8 августа 2021 года                                        |
| Луизиана                                                   | 17 октября 2020 года                                       | 16 января 2021 года                                        |
| Западная Виргиния                                          | 18 октября 2020 года                                       | 11 июля 2021 года                                          |
| Миссисипи                                                  | 24 октября 2020 года                                       | 13 марта 2021 года                                         |
| Арканзас                                                   | 25 октября 2020 года                                       | 23 мая 2021 года                                           |
| Колорадо                                                   | 25 октября 2020 года                                       | 15 августа 2021 года                                       |
| Вермонт                                                    | 1 ноября 2020 года                                         | 6 июня 2021 года                                           |
| Северная Каролина                                          | 7 ноября 2020 года                                         | 6 марта 2021 года                                          |
| Гавайи                                                     | 8 ноября 2020 года                                         | 10 декабря 2020 года                                       |
| Мэн                                                        | 8 ноября 2020 года                                         | 20 июня 2021 года                                          |
| Мэриленд                                                   | 8 ноября 2020 года                                         | 25 июля 2021 года                                          |
| Пенсильвания                                               | 8 ноября 2020 года                                         | 31 июля 2021 года                                          |
| Огайо                                                      | 14 ноября 2020 года                                        | 10 июля 2021 года                                          |
| Джорджия                                                   | 21 ноября 2020 года                                        | 20 февраля 2021 года                                       |
| Орегон                                                     | 21 ноября 2020 года                                        | 20 марта 2021 года                                         |
| Южная Каролина                                             | 21 ноября 2020 года                                        | 6 марта 2021 года                                          |
| Коннектикут                                                | 22 ноября 2020 года                                        | 6 июня 2021 года                                           |
| Иллинойс                                                   | 22 ноября 2020 года                                        | 27 июня 2021 года                                          |
| Индиана                                                    | 22 ноября 2020 года                                        | 26 июля 2021 года                                          |
| Массачусетс                                                | 22 ноября 2020 года                                        | 13 июня 2021 года                                          |
| Нью-Джерси                                                 | 22 ноября 2020 года                                        | 1 августа 2021 года                                        |
| Вашингтон                                                  | 22 ноября 2020 года                                        | 21 марта 2021 года                                         |
| Миннесота                                                  | 29 ноября 2020 года                                        | 1 августа 2021 года                                        |
| Нью-Гэмпшир                                                | 29 ноября 2020 года                                        | 13 июня 2021 года                                          |
| Миссури                                                    | 6 декабря 2020 года                                        | 1 мая 2021 года                                            |
| Оклахома                                                   | 20 декабря 2020 года                                       | 5 июня 2021 года                                           |
| Аризона                                                    | 3 января 2021 года                                         | 11 июля 2021 года                                          |
| Вашингтон (округ Колумбия)                                 | 9 января 2021 года                                         | 17 июля 2021 года                                          |
| Виргиния                                                   | 9 января 2021 года                                         | 17 июля 2021 года                                          |
| Небраска                                                   | 10 января 2021 года                                        | 16 мая 2021 года                                           |
| Невада                                                     | 10 января 2021 года                                        | 27 июня 2021 года                                          |
| Канзас                                                     | 17 января 2021 года                                        | 11 апреля 2021 года                                        |
| Нью-Йорк                                                   | 17 января 2021 года                                        | 20 августа 2021 года                                       |
| Нью-Мексико                                                | 24 января 2021 года                                        | 15 августа 2021 года                                       |
| Кентукки                                                   | 30 января 2021 года                                        | 22 мая 2021 года                                           |
| 1.                                                         |                                                            |                                                            |

В связи с ограничениями, введёнными во всех 50 штатах и Округ Колумбия, для конкурсантов, членов съёмочной группы и зрителей на конкурсах штата были введены многочисленные правила по охране здоровья и безопасности, такие как отрицательный COVID-19 тест и социальное дистанцирование. Кроме того, ряд организаторов конкурсов на уровне штатов были вынуждены изменить свои первоначальные места проведения в связи с закрытием конкурсов по решению губернатора штата.

### Отбор участников конкурса
Участницы 50 штатов и округа Колумбия были выбраны на конкурсах штатов, которые проводились с сентября 2020 года. Первыми штатами, где были проведены конкурсы стали Айдахо и Монтана, проведённые 27 сентября 2020 года, а последним штатом стал Калифорния, проведённый 12 сентября 2021 года, через 350 дней после начала сезона конкурсов 2021 года, стал самым продолжительным в истории «Мисс США».
Одиннадцать конкурсанток ранее принимали участие в конкурсах Юная мисс США и Мисс Америка, в которых восемь участниц — бывшие победительницы штата Юная мисс США и три — бывшие победительницы штата Мисс Америка. Каталуна Энрикес победительница «Мисс Невада 2021», стала первой открытой транс-женщиной, принявшая участие в национальном конкурсе красоты «Мисс США».

## Результаты

### Размещение
| Итоговый результат | Участниц |
| ------------------ | --- |
| Мисс США 2021      | - Кентукки — Элле Смит |
| 1-я Вице-мисс      | - Северная Дакота — Кейтлин Фогель |
| 2-я Вице-мисс      | - Флорида — Эшли Карино |
| 3-я Вице-мисс      | - Иллинойс — Сидни Беннетт |
| Топ 8              | - Мэриленд — Лайила Насер - Северная Каролина — Мэдисон Брайант - Южная Каролина — Марли Стоукс - Техас — Виктория Хинохоса |
| Топ 16             | - Канзас — Грейси Хант - Луизиана — Таня Кроу - Миссисипи — Бейли Андерсон - Небраска — Эрика Этцельмиллер - Южная Дакота — Каролина Петтей - Теннесси — Элизабет Пистоле - Юта — ДжессиКейт Райли - Виргиния — Кристина Томпсон |

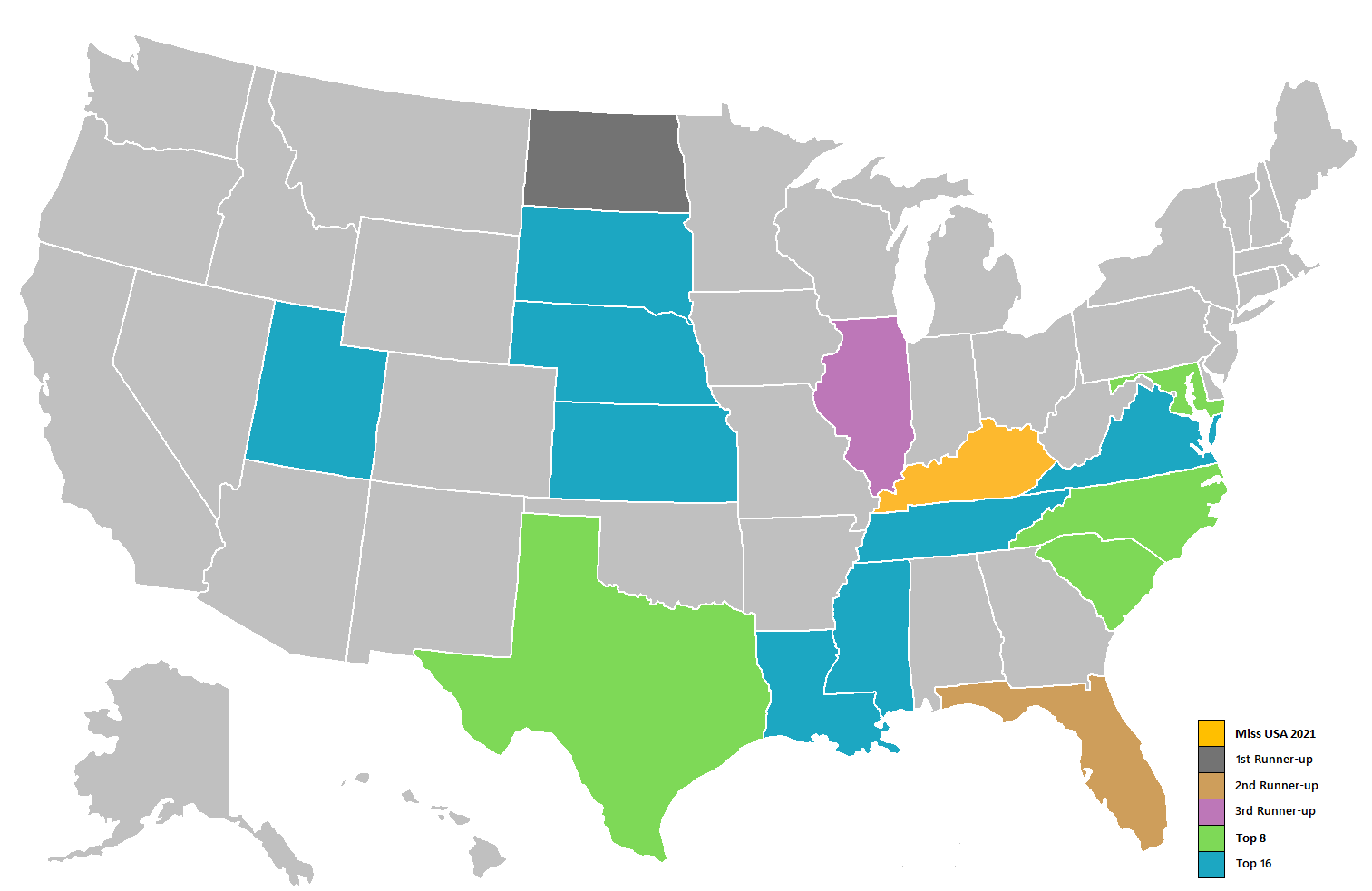
Результаты конкурс.

§ — Вошла в Топ-16 по результатам онлайн-голосования.

### Специальные награды
| Награда                    | Награда              | Участница                        |
| -------------------------- | -------------------- | -------------------------------- |
| Лучший национальный костюм | Победительница       | - Теннесси — Элизабет Пистоле    |
| Лучший национальный костюм | Второе место         | - Юта — ДжессиКейт Райли         |
| Лучший национальный костюм | Третье место         | - Оклахома — Альбреуна Гонзаке   |
| Мисс Фотогеничность        | Мисс Фотогеничность  | - Пенсильвания — Сидни Робертсон |
| Мисс Конгениальность       | Мисс Конгениальность | - Мичиган — Тейлор Хейл          |

## Конкурс

### Предварительные соревнования
Перед финальным выходом, конкурсантки приняли участие в предварительном конкурсе, где они выходили в купальных костюмах и вечерних платьях. Проводился 26 ноября в «River Spirit Casino Resort», ведущие вечера Николь Адамо и Ася Бранч.

### Судьи

#### Предварительные
- Пол Энтони — Американский парикмахер
- Элан Бионджорно — Американский визажист
- ЛиЭнн Локен — Американская реалити-телеведущая и победительница «Мисс Аризона 1989»
- Памела Прайс — Американский марафонец
- Чак Стилман — Американский аналитик и эксперт в области моды

#### Финал
- Наталия Барулич — Хорватско-кубинская модель, влиятельное лицо в социальных сетях и певица[13]
- Софи Эльгорт — американский фотограф[14]
- Хлоя Флауэр[англ.] — Американский композитор и классический пианист[15]
- Тай Хантер — Американский персональный стилист[16]
- Хейли Калил — Американская модель и победительница «Мисс Миннесота 2014»[17]
- Альтон Мейсон — Американская модель[18]
- Паскаль Муавад — Ливанский ювелир, бизнесмен и CEO Mouawad[англ.][19]
- Оливер Тревена — Английский актёр и телеведущий[20]

## Участницы
Список из 51 участницы
| Штат                       | Участница           | Возраст | Родной город/регион | Место         | Примечания                                                                                                |
| -------------------------- | ------------------- | ------- | ------------------- | ------------- | --- |
| Алабама                    | Алекс Флэниган      | 25      | Калмен              |               | |
| Аляска                     | Мэдисон Эдвардс     | 25      | Анкоридж            |               | |
| Аризона                    | Кэссиди Джо Джекс   | 27      | Меса                |               | |
| Арканзас                   | Стефани Барбер      | 23      | Фейетвилл           |               | |
| Калифорния                 | Сабрина Льюис       | 24      | Беркли              |               | |
| Колорадо                   | Оливия Лоренцо      | 20      | Форт-Коллинс        |               | |
| Коннектикут                | Аманда Торчиа       | 25      | Миддлбери           |               | |
| Делавэр                    | Дрю Санклементе     | 25      | Одесса              |               | |
| Вашингтон (округ Колумбия) | Саша Переа          | 28      | Вашингтон           |               | |
| Флорида                    | Эшли Карино         | 27      | Киссимми            | 2-я Вице-Мисс | |
| Джорджия                   | Кора Гриффен        | 25      | Колумбус            |               | |
| Гавайи                     | Элисон Чу           | 27      | Гонолулу            |               | В прошлом «Мисс Гавайи 2016» Сестра Джулианны Чу, победительницы «Мисс Гавайи 2018»                       |
| Айдахо                     | Катарина Швейцер    | 27      | Бойсе               |               | |
| Иллинойс                   | Сидни Беннетт       | 20      | Алгонкин            | 3-я Вице-мисс | В прошлом «Мисс Иллинойс 2018»                                                                            |
| Индиана                    | А’Ния Бердсонг      | 26      | Андерсон            |               | |
| Айова                      | Кэти Уодман         | 21      | Айова-Сити          |               | |
| Канзас                     | Грейси Хант         | 22      | Оверленд-Парк       | Топ 16        | Дочь Кларка Ханта и Тавии Шеклс, победительница «Мисс Канзас 1993» и внучка Ламара Ханта                  |
| Кентукки                   | Элле Смит           | 23      | Джермантаун         | Мисс США 2021 | |
| Луизиана                   | Таня Кроу           | 28      | Амит-Сити           | Top 16        | Профессиональная болельщица New Orleans Saintsations                                                      |
| Мэн                        | Вероника Ирис Бейтс | 21      | Портленд            |               | Активный участник Военно-воздушных сил США                                                                |
| Мэриленд                   | Лайила Насер        | 26      | Монтгомери-Вилладж  | Топ 8         | |
| Массачусетс                | Сара ДеСуза         | 25      | Дракут              |               | |
| Мичиган                    | Тейлор Хейл         | 26      | Детройт             |               | |
| Миннесота                  | Катарина Спасоевич  | 20      | Миннетонка          |               | |
| Миссисипи                  | Бейли Андерсон      | 22      | Херли               | Топ 16        | |
| Миссури                    | Джой Форрест        | 26      | Спениш-Лейк         |               | Бывшая профессиональная болельщица Los Angeles Laker Girls                                                |
| Монтана                    | Джами Форсет        | 24      | Спениш-Лейк         |               | В прошлом победительница «Юная мисс Монтана 2016»                                                         |
| Небраска                   | Эрика Этцельмиллер  | 24      | Линкольн            | Top 16        | В прошлом победительница «Юная мисс Небраска 2016»                                                        |
| Невада                     | Каталуна Энрикес    | 27      | Лас-Вегас           |               | Первый открытый участник в роли трансгендерной женщины принявшая участие в национальном конкурс красоты   |
| Нью-Гэмпшир                | Тейлор Фогг         | 26      | Ньюбюри             |               | |
| Нью-Джерси                 | Селинда Ортега      | 26      | Фэр-Лон             |               | |
| Нью-Мексико                | Криста Шафер        | 26      | Лас-Крусес          |               | |
| Нью-Йорк                   | Бриана Сиака        | 27      | Брентвуд            |               | |
| Северная Каролина          | Мэдисон Брайант     | 24      | Фейетвилл           | Топ 8         | |
| Северная Дакота            | Кейтлин Фогель      | 21      | Майнот              | 1-я Вице-мисс | В прошлом победительница «Юная мисс Северная Дакота»                                                      |
| Огайо                      | Николь Весс         | 23      | Цинциннати          |               | |
| Оклахома                   | Альбреуна Гонзаке   | 28      | Оклахома-Сити       |               | |
| Орегон                     | Элисон Кук          | 27      | Портленд            |               | В прошлом победительница «Мисс Орегон 2013»                                                               |
| Пенсильвания               | Сидни Робертсон     | 24      | Вильямспорт         |               | В прошлом победительница «Юная мисс Пенсильвания 2014»                                                    |
| Род-Айленд                 | Карли Лалиберте     | 27      | Потакет             |               | |
| Южная Каролина             | Марли Стоукс        | 24      | Лексингтон          | Top 8         | В прошлом побелительница «Юная мисс Южная Каролина 2016»                                                  |
| Южная Дакота               | Каролина Петтей     | 27      | Рапид-Сити          | Топ 16        | |
| Теннесси                   | Элизабет Пистоле    | 21      | Франклин            | Топ 16        | |
| Техас                      | Виктория Хинохоса   | 22      | Мак-Аллен           | Top 8         | |
| Юта                        | ДжессиКейт Райли    | 25      | Бивер               | Top 16        | В прошлом победительница «Miss Utah’s Outstanding Teen 2014» В прошлом победительница «Мисс Юта 2017»     |
| Вермонт                    | Джоанна Нэгл        | 27      | Колчестер           |               | |
| Виргиния                   | Кристина Томпсон    | 25      | Лисбург             | Топ 16        | В прошлом победительница «Юная мисс Нью-Джерси 2013» Дочь Хэлли Боннелл, победительница «Мисс Огайо 1987» |
| Вашингтон                  | Кристин Броди       | 26      | Сиэтл               |               | |
| Западная Виргиния          | Алексис Бланд       | 22      | Паркерсберг         |               | |
| Висконсин                  | Саманта Китон       | 20      | Милуоки             |               | |
| Вайоминг                   | Маккензи Керн       | 21      | Каспер              |               | В прошлом победительница «Юная мисс Вайоминг 2018»                                                        |

## Заметка
1. ↑  Возраст на момент участия